# Verdens sande tilstand
Verdens sande tilstand er en bog af Bjørn Lomborg, hvis hovedtese er, at miljøforkæmperes forudsigelser og påstande er overdrevne, samt at midler der anvendes på miljøforbedringer skal prioriteres efter, hvor de gør mest gavn.

## Baggrund for udgivelsen
Lomborg havde udgivet en kronikserie i Politiken i 1998, den første den 12. januar 1998 under titlen "Klodens sande tilstand".
Samme år udgav han bogen på forlaget Centrum.
I 2003 blev den udgivet i andet oplag
og som paperback.
Bogen var inspireret af en artikel med interview af Julian Simon i Wired Magazine.[kilde mangler] 
Den blev senere i august 2001 udgivet på engelsk som The Skeptical Environmentalist på universitetsforlaget Cambridge University Press.
Den danske titel ses som en replik til rapporterne fra Worldwatch Institute, der udgives som Verdens tilstand, men er måske også inspireret af Ronald Baileys bog  "The true state of the planet".

## Modtagelse
Både den danske og engelske udgave af bogen har skabt en meget stor debat og et fokus på miljøøkonomi. 
Foruden i et stort antal læserbreve er bogens påstande kritiseret i bl.a. det amerikanske tidsskrift Scientific American, – en kritik som fik sit modsvar i tidsskriftet The Economist.

### Undersøgelser for videnskabelig uredelighed
På baggrund af klager i begyndelsen af 2002 fra biologen Kåre Fog, Mette Hertz, Henrik Stiesdal, Stuart Pimm og den tidligere redaktør for tidsskriftet Nature, Jeffrey Harvey, undersøgte Udvalgene Vedrørende Videnskabelig Uredelighed (UVVU) den engelske udgave af bogen.
UVVU afgjorde at bogen "falde[r] ind under begrebet videnskabelig uredelighed", dog ikke med forsæt eller grov forsømmelighed, men "i klar strid med normerne for god videnskabelig skik".
Afgørelsen skabte en del debat, og efterfølgende underkendte Videnskabsministeriet UVVU's afgørelse, blandt andet fordi udvalget ikke havde præciseret Bjørn Lomborgs fejl.

## Kritikpunkter afVerdens sande tilstand
Den største oversigt over kritikpunkter af bogen er opstillet af biologen Kåre Fog på hjemmesiden (www.lomborg-errors.dk), som tager udgangspunkt i den engelske udgave af Lomborgs bog.

### Skove (sider 99-106)

#### SkovdækkeiSydøstasien
Lomborg: "Sydøstasien har derimod kun mistet 7% over de sidste 300 år." (side 101). 
Poul Petersen (Cand.scient., Bjæverskov): "En utrolig påstand, som enhver der har rejst i området umiddelbart vil kunne afvise. I øvrigt oplyser FAO at skovarealet i Sydøstasien i perioden 1990-2000 blev reduceret med 23,3 mio. hektar eller 541 gange Danmarks areal." (Ingeniøren 16. januar 2004, side 2). 23,3 mio. hektar svarer til omkring 5 % af sydøstasiens areal.
Bjørn Lomborgs påstand kommer i forbindelse med en gennemgang af den historiske udvikling af skovareal i verden. Hans reference er artiklen "Land Transformation" af John F. Richards fra bogen The Earth as Transformed by Human Action af B.L. Turner II og andre. Bogen er udgivet af Cambridge University Press i 1990. Da referencebogen er fra 1990 skal der lægges ekstra procenter til fra 1990 og frem til bogens udgivelse i 1998.
Senere (på side 102) skriver Lomborg at "FAO estimerer, at nettoafskovningen af tropiske skov i 80erne lå omkring 0,8 % om året, og i 90erne er den faldet til 0,7 %." Hvis disse tal bruges kommer 0.7% svarer til omkring 7.2% på ti år eller 5.8% på 8 år (1.007^10 = 1.0722). Med Lomborgs egne tal kommer afskovningen i 90erne altså til at være i størrelsesorden med resten af de 300 år.

## Eksterne referencer
1. ↑  Bjørn Lomborg (12. januar 1998), "Klodens sande tilstand", Politiken, Wikidata  Q105750404
2. ↑  Rasmus Bo Sørensen (2. juni 2007). "Lomborg alene i verden". Information. Artiklen hævder at titlen på kronikkerne var "Verdens sande tilstand". Det synes at være ukorrekt.
3. ↑  Bjørn Lomborg (1998), Verdens sande tilstand, Viby: Forlaget Centrum, OCLC 463668722, Wikidata  Q119144077
4. ↑  Bjørn Lomborg (2003). Verdens sande tilstand. Centrum. ISBN 87-583-1323-0.
5. ↑  Bjørn Lomborg (2003). Verdens sande tilstand. Satellit. ISBN 87-7984-025-6.
6. ↑  Bjørn Lomborg (august 2001), The Skeptical Environmentalist, Cambridge University Press, ISBN 978-0-521-01068-9, OCLC 45618321, OL 15509600M, Wikidata  Q105750371
7. ↑  Mikael Skou Andersen (1. januar 1999), "Bjørn Lomborg, Verdens sande tilstand, Viby: Centrum, 1998, 322 s., 348,00 kr.", politica, 31 (1): 91-94, doi:10.7146/POLITICA.V31I1.68265, Wikidata  Q119144059
8. ↑  The Economist – Books & Arts – Environmental scrutiny – Doomsday postponed
9. ↑  The Economist – Leader – The environment – Defending science "The January issue of Scientific American devoted many pages to a series of articles trashing “The Skeptical Environmentalist”. The authors, all supporters of the green movement, were strong on contempt and sneering, but weak on substance."